# شوقي بزيع
شوقي بزيع (بالإنجليزية: Chawki Bazih)‏ شاعر لبناني معاصر ولد في الجنوب اللبناني، في العام 1951. لديه عشرات المؤلفات في الشعر والنثر، فضلا عن مقالاته النقدية والأدبية والثقافية والفكرية. حاز جائزة شاعر عكاظ في العام 2010، وجائزة العويس الثقافية في العام 2015. كما حاز وسام جنبلاط في العام 2010، ووسام فلسطين في العام 2017 ، وجائزة «الشرف الخاصة» ضمن جائزة محمود درويش للثقافة والإبداع في 13 آذار (مارس) 2020.

## بدايات
ولد شوقي بزيع في 20 كانون الثاني 1951م في بلدة زبقين من قضاء صور. أكمل دراسته الابتدائية في مدرسة القرية المجانية التابعة لـ«جمعية المقاصد الخيرية» وكانت تدرِّس الإنكليزية، وحاز المرحلتين الابتدائية والمتوسطة والثانوية في صور. في أوائل 1968 علَّم شهرين في مدرسة علما الشعب الحدودية، ثم توجه إلى كلية التربية في الجامعة اللبنانية، وحصل على شهادة الكفاءة في اللغة العربية وآدابها في العام 1973، عن دراسة نقدية بعنوان: شعر المقاومة الفلسطينية في النقد العربي المعاصر، ونالت رتبة الشرف الأولى. وكان في السنة الثالثة في كلية التربية (1970)، قد حصل على الجائزة الأولى في الشعر.

وعن هذه الفترة يقول:
"في هذه السنوات الخمس بين عامي 1968 و1973، كانت بيروت تشهد عصرها الذهبي، ولبنان يغلي ويموج بالحياة، بإرادة العيش والبحث عن وطن أفضل بعيد عن الطائفية والمذهبية والإقطاع وما سوى ذلك، تحت سقف الماركسية. كنا نبحث عن الوطن البديل، ولم نكن نعلم ونحن نخرج إلى التظاهرات بمئات الآلاف أننا نؤسس للحرب الأهلية التي كانت مقبلة. حين نزلت من القرية، أحسستُ بأنني أعرّض نفسي لليباس والتلف تماماً كما تقتلع الشجرة من مكانها».
يضيف: 
"أحببت بيروت كثيراً، ألفتها، وأحسست بأنها الملاذ بعدما كانت قلعة الإسمنت الصماء. لكن جذر الكتابة وينبوعها بالنسبة إليّ هو الريف».

## عمله ونشاطه الثقافي
انتسب شوقي بزيع إلى منظمة العمل الشيوعي بين عامي 1968 و1972، وغادرها لأسباب يقول إنّها «إبداعية، نتيجة البعد الشوفيني الستاليني عند بعض المنظمات الماركسية، والأحزاب. كان نموذجهم في الشعر أحمد فؤاد نجم ولا يرون سواه. كنت متأثراً بشعر الحداثة بأدونيس وبدر شاكر السياب وخليل حاوي ونزار قباني... وكانوا يهزأون بما أكتب، ويريدون مني شعارات فقط. طبعاً أنا كنت أكتب شعارات خلال التظاهرات مثل الشعار الشهير: يا حرية».
عمل بزيع بالتدريس في ثانوية صور حتى 1982، وثانوية المصيطبة في بيروت حتى 1988, ثم التحق بوزارة الإعلام 1988.
عمل في الصحافة الثقافية، ورأس القسم الثقافي في جريدة السفير 1992.
أعد برامج إذاعية متنوعة في عدد من الإذاعات اللبنانية الرسمية والخاصة كإذاعة صوت لبنان العربي التي واكب عبرها الأجتياح الإسرائيلي للبنان سنة 1982 وساهم بقصائده في التحفيز على الصمود ابان الحصار الإسرائيلي للعاصمة اللبنانية بيروت طيلة ما يقارب 3 أشهر.

وأعلن مؤخرًا موقفه المؤيد لثورة 17 تشرين في لبنان، وفي ذلك يقول:
«في ساحة الشهداء/ حيث اللبنانيون ينتفضون لكرامتهم، ويخوضون، بعد تسعة عشر عاماً من تحرير الأرض، معركتهم الأقسى والأهم من أجل تحرير الإنسان من المهانة والعوز، وكسر الحلقة الجائرة لنظام الملل المذهبية المتحدة، وحيث يتولون بأنفسهم كتابة القصيدة الأجمل التي عجز الشعراء عن كتابتها».
كما أعد برامج تلفزيونية ثقافية في تلفزيون لبنان الرسمي. وله مساهمات في العديد من الصحف والمجلات، أبرزها: السفير، والنهار، ومجلة الآداب اللبنانية، والراية القطرية، والاتحاد الظبيانية، وعكاظ السعودية.

## شعره
بدأ بزيع ينشر قصائده في أوائل السبعينيات من القرن العشرين، في مجلة «مواقف» مع مجموعة «شعراء الجنوب». صدرت باكورته «عناوين سريعة لوطن مقتول» في العام 1978، وقد افتتح أولى قصائده المنشورة فيه بالموت:
«أفتتح الآن موتي وأدخل في موسم النار»
وقد كتب الشعر بالعامية والفصحى، ولكنه برع أكثر بالفصحى. كما امتازت قصائده بتوظيف التراث الإسلامي والمسيحي بنفحة من التصوف، وامتزجت في شعره المعاني الشفيفة والغنائية العذبة والشاعرية والعشق.
شارك بالعديد من المهرجانات الشعرية في جرش وقرطاج واللاذقية وفرنسا ومصر وغيرها.
في حوار معه، يقول:
حذفت معظم بواكيري الشعرية. بدأت بالكتابة عام 1971 عندما كنت طالباً في الجامعة اللبنانية، وكنت أكتب قصيدة الشطرين متتلمذاً على يد مجموعة من النقاد والشعراء الكبار أمثال أدونيس ويمنى العيد وخليل حاوي، لكن معظم الكتابات الأولى حذفتها من مجموعتي "عناوين أولى لوطن مقتول"، وظلّت تجربتي تتراوح بين حدّي الكتابة عن مسقط الرأس والمقاومة والوطن وبين الكتابة عن المرأة".
ويوضح أن قصيدته كانت «تتغذّى من مكان له علاقة بالقضايا الكبرى. لكن شعرت فجأة أنني أمام مفترق طرق، وفعلاً صمتُّ لخمس سنوات كاملة بين العامين 1985 و1990 وعندما عدت إلى الكتابة كتبت قصيدة مفصلية بالنسبة لي هي»مرثية الغبار «صدرت فيما بعد مع قصائد أخرى في ديوان مستقل حصل لاحقاً على جائزة عكاظ للشعر العربي».
كذلك شكّلت بعض مجموعاته الأخرى، محطات أساسية في شعره مثل: «قمصان يوسف» و«سراب المثنى».
كتبت عدة درسات وأبحاث وأعمال أكاديمية في شعره، وكُرّم في غير مكان، وترجمت قصائدة إلى لغات عدة من بينها: الإنجليزية، والفرنسية، والألمانية، والفارسية. كذلك تحولت بعض قصائده إلى أغنيات.

### شعراء الجنوب
يقول شوقي بزيع عن تجربة «شعراء الجنوب»:
«لا ظهير للشاعر سوى نصه. وهو الذي سيبقى وهو الذي سيواجه به الزمن لاحقاً. لقد أسهمت تجربة الشاعر الصديق حبيب صادق في تسمية «شعراء الجنوب» من خلال»المجلس الثقافي للبنان الجنوبي «، إذ أطلق» مهرجان الشعر الجنوبي«منذ أوائل السبعينيات في بعض المدن الجنوبية مثل النبطية وصور، وفي بعض الأحيان في بيروت. قد يكون هذا ما أسهم في بلورة التسمية، لكنّها تسمية لم تدم طويلاً. ما يبقى في النهاية هو الشاعر، لذلك ترى الآن أن كلّ شاعر جنوبي تميز وتفرد وأخذ خطاً مستقلاً».

### جائزة درويش
حاز شوقي بزيع العديد من الجوائز والأوسمة، ومنها مؤخرًا، «جائزة الشرف الخاصة» التي تمنحها مؤسسة الشاعر الفلسطيني الراحل محمود درويش، وفي تفاصيل الخبر
أن المؤسسة منحت جائزتها للثقافة والإبداع لعام 2020 للمفكر الأمريكي نعوم تشومسكي والشاعر والمترجم المغربي عبداللطيف اللعبي والشاعر والباحث الفلسطيني زكريا محمد. بينما منح المجلس التنفيذي للمؤسسة جائزة الشرف الخاصة للشاعر اللبناني شوقي بزيع. وتمنح المؤسسة الجائزة في ذكرى ميلاد درويش في الثالث عشر من شهر آذار (مارس)، وهو يوم الثقافة الوطني.
وجاء في بيان لجنة التحكيم أنها منحت «جائزة الشرف الخاصة للشاعر اللبناني شوقي بزيع الذي تُقدم تجربته نموذجاً إبداعياً يتمتع بالفرادة والعمق، يتواءم فيها البناء الغنائي المحكم المعتمد على بنية إيقاعية صافية والتركيب الحداثي للصورة والمشهديات المنفتحة على قضايا الراهن المَعيش، ولما تمثله هذه التجربة من انحيازٍ شجاعٍ لهموم شعبه في لبنان وتطلعاته، وما عبرت عنه من التزامٍ عميقٍ بنضال الشعب الفلسطيني كقيمةٍ وطنيةٍ وإنسانيةٍ وأخلاقية».

بدوره علق بزيع عبر حسابه على «فايسبوك» على الجائزة التي منحت له بالقول: 
«جائزة محمود درويش للثقافة والابداع (رتبة الشرف الخاصة)، هي القلادة الأرفع التي زيّنت بها فلسطين صدريَ المثقل بأحمال الشعر وعذاباته».

### قيل فيه
كتبت الناقدة زهيدة درويش جبور في المجلّد الأول من أعمال شوقي بزيع الشعرية: 
«لو أردنا أن نصف تجربة شوقي بزيع الإبداعية بكلمة واحدة، لما وجدنا أفضل من النهر، فحركته متجدّدة دائمة وماؤه واحد لا يتغير».

## مؤلفاته
نشر أعماله الشعرية الكاملة في جزئين عن المؤسسة العربية للدراسات والنشر في بيروت في العام 2005، ومن دواوينه:
1. عناوين سريعة لوطن مقتول 1978
2. الرحيل إلى شمس يثرب 1981
3. أغنيات حب على نهر الليطاني 1985 [34]
4. وردة الندم 1990
5. مرثية الغبار 1992
6. كأني غريبك بين النساء 1994
7. قمصان يوسف 1996
8. شهوات مبكرة 1998
9. فراديس الوحشة 1999
10. جبل الباروك 2002 [35]
11. سراب المثنى 2003
12. وردة الندم 2005
13. ملكوت العزلة 2006
14. صراخ الأشجار 2007
15. لا شيء من كل هذا 2007
16. كل مجدي أنني حاولت 2007
17. فراشات لابتسامة بوذا 2013 [36]
18. إلى أين تأخذني أيها الشعر 2015 [37]
19. الحياة كما لم تحدث 2017

### كتب النثر
1. أبواب خلفية 2005 [38]
2. هجرة الكلمات 2008
3. بيروت في قصائد الشعراء 2010 [39]
4. مسارات الحداثة - قراءة في تجارب الشعراء المؤسسين 2021 [40]

## وصلات خارجية
- شوقي بزيع: الشعر ريف العالم المنتَزع من مكانه
- شوقي بزيع لـ «الشرق الأوسط»: لو استطعت لحذفت ثلث نتاجي الشعري
- هذا الصباح - الشاعر اللبناني شوقي بزيع
- شوقي بزيع وسام على صدر العرب – فن الخبر
- تجربة شوقي بزيع الشعرية، دراسة في اتجاهاتها الموضوعيَّة والفنيَّة.